# غودوين أترام
غودوين أترام  (بالإنجليزية: Godwin Attram)‏ (ولد في 7 أغسطس ، 1980 ، في مدينة أكرا) ، لاعب كرة قدم غاني، يلعب حاليا مع نادي سموحة .

## روابط خارجية
- غودوين أترام على موقع الاتحاد الدولي (مؤرشف)  (الإنجليزية)
- غودوين أترام على موقع قاعدة بيانات كرة القدم.إي يو (الإنجليزية)
- غودوين أترام على موقع ناشيونال فوتبول تيمز (الإنجليزية)
- غودوين أترام على موقع Soccerway.com (الإنجليزية)
- غودوين أترام على موقع عالم كرة القدم.نت (الإنجليزية)
- غودوين أترام على موقع كووورة